# قانون الجنسية اللبنانية
قانون الجنسية اللبناني هو القانون الذي يحكم اكتساب الجنسية اللبنانية ونقلها وفقدانها. المواطنة اللبنانية هي وضع كون الشخص مواطناً في جمهورية لبنان ويمكن الحصول عليها بالولادة أو التجنيس. تنتقل الجنسية اللبنانية عن طريق الأبوة (الأب) (حق الدم). لذلك، يمكن للرجل اللبناني الذي يحمل الجنسية اللبنانية أن يمنح المواطنة لأولاده وزوجته الأجنبية تلقائيًا (فقط في حالة تسجيلها في سجل الأحوال المدنية في جمهورية لبنان). بموجب القانون الحالي، لا يمكن لأحفاد المغتربين اللبنانيين الحصول على الجنسية إلا من والدهم ولا يمكن للنساء نقل الجنسية إلى أطفالهم أو أزواجهم الأجانب. في تاريخ 12 نوفمبر 2015، وافق مجلس النواب اللبناني على مشروع قانون يسمح «للأجانب من أصل لبناني بالحصول على الجنسية»، أعلن وزير الخارجية والمغتربين جبران باسيل في 5 مايو 2016 عن بدء تطبيق قانون الجنسية للمغتربين اللبنانيين.

## حقوق ومسؤوليات المواطنين اللبنانيين

### حقوق المواطنين
لمواطني الجمهورية اللبنانية بموجب القانون الحق القانوني في:
- العيش بحرية في الجمهورية اللبنانية دون أي متطلبات بالهجرة
- الحصول على التعليم المجاني الذي يشمل التعليم الابتدائي والثانوي والجامعي
- الحصول على جميع مزايا الرعاية الصحية في أي مؤسسة للصحة العامة
- المشاركة في النظام السياسي اللبناني
- الاستفادة من امتيازات اتفاقيات السوق الحرة بين الجمهورية اللبنانية والعديد من الدول العربية
- الحصول على إعفاء من الضرائب دون أي شرط من المعاملة بالمثل
- تملك وتوارث الممتلكات والقيم في جمهورية لبنان
- الدخول والخروج من وإلى الجمهورية اللبنانية عبر أي ميناء
- السفر من وإلى بلدان أخرى وفقًا لمتطلبات التأشيرة
- طلب المساعدة القنصلية والحماية في الخارج من قبل الجمهورية اللبنانية من خلال السفارات والقنصليات اللبنانية في الخارج

### مسؤوليات المواطنين
يطلب من جميع المواطنين اللبنانيين بموجب القانون عندما تجبرهم الحكومة اللبنانية، حمل السلاح نيابة عن جمهورية لبنان، وأداء الخدمة غير المقاتلة في القوات المسلحة اللبنانية، وأداء العمل ذي الأهمية الوطنية تحت إشراف مدني.

## الرمز
صدر قانون الجنسية اللبنانية عام 1926.

## الجنسية المزدوجة
وفقًا لوزارة الهجرة اللبنانية، لم تفرض أي قيود على الجنسية المتعددة في الجمهورية اللبنانية منذ 1 يناير 1926. وبالتالي، فإن الأجانب الذين حصلوا على الجنسية اللبنانية والمواطنين اللبنانيين الذين حصلوا طوعًا على جنسية أخرى يحتفظون بجنسيتهم السابقة (وفقًا لقوانين البلد الآخر), كما كان الحال قبل ذلك التاريخ. نظرًا لأن العديد من قوانين الجنسية تسمح الآن لكلا الوالدين بنقل جنسيتهما إلى طفلهما المشترك (وليس فقط الأب، كما كان الحال دائمًا)، فإن العديد من الأطفال يحصلون تلقائيًا على العديد من الجنسيات عند الولادة. ومع ذلك، فإن وزارة الهجرة اللبنانية تشير بشكل خاص إلى أن هذا لم يسفر عن أي مشاكل عملية جديرة بالذكر. عادة ما يتم تقديم الخدمة العسكرية، وهي المشكلة التي تنشأ على الأرجح، في البلد الذي يقيم فيه مقدم الطلب في وقت التجنيد. على سبيل المثال، يتعين على مواطن لبناني - أرميني مزدوج أن يؤدي خدمته العسكرية في أرمينيا، لأن أرمينيا لديها خدمة عسكرية إلزامية لمدة عامين للذكور من 18 إلى 27 عامًا. يُطلب من جميع المواطنين المزدوجين الذكور بغض النظر عن مكان إقامتهم أن يعملوا في الجيش كما لو كانوا مواطنين أرمينيين مع استثناءات معينة. معظم المواطنين الأرمن الذكور الذين يعيشون خارج أرمينيا لا يعودون للخدمة في الجيش.
كان للبنان في السابق خدمة عسكرية إلزامية للرجال فقط. كان على جميع الرجال أداء الخدمة العسكرية لمدة عام حتى سن 18 عامًا. تم التدريب فقط عندما يكون لديهم وقت فراغ أو وقت خارج المدرسة بما في ذلك الإجازات الصيفية والعطلات. كان هناك أيضا تدريب تتم جنبا إلى جنب مع المدرسة الثانوية. في 4 أيار (مايو) 2005، تم اعتماد نظام تجنيد جديد، يعمل لمدة ستة أشهر، ويتعهد بإنهاء التجنيد في غضون عامين. اعتبارًا من 10 شباط (فبراير) 2007، لم تعد الخدمة العسكرية الإلزامية موجودة في لبنان، مما يجعلها قوة تطوعية خالية من جميع المتطوعين.

## اكتساب الجنسية اللبنانية

### حق الدم
يكتسب المولود اللبناني الجنسية عند ولادته إذا:
- وُلد لأبوين متزوجين وأن يحمل الأب الجنسية اللبنانية[3]
- وُلد لأبوين غير متزوجين مع إثبات صلة الأب وأن يحمل الأب الجنسية اللبنانية.

## التجنس المبسط بحكم الزواج
يجوز للزوجة الأجنبية المتزوجة من مواطن لبناني التقدم بطلب للحصول على الجنسية اللبنانية عن طريق تسهيل التجنس بعد زواجها لمدة عام على الأقل، وقد تم تسجيل زواجها في سجل الأحوال المدنية في الجمهورية اللبنانية منذ ذلك الحين. لا يلزم اختبار اللغة، ولكن يجب على الزوج إظهار ما يلي:
- الاندماج في طريقة الحياة اللبنانية
- الامتثال لحكم القانون اللبناني
- أنها لا توجه خطر على الأمن الداخلي والخارجي لجمهورية لبنان

يمكن للزوجة الأجنبية لمواطن لبناني التقدم بطلب التجنس الميسر أثناء الإقامة في الخارج بعد ما يلي:
- مرور سنة واحدة من الزواج من زوج مواطن لبناني
- وجود علاقات وثيقة بجمهورية لبنان

## الميلاد في الجمهورية اللبنانية
الولادة في الجمهورية اللبنانية لا تمنح بحد ذاتها الجنسية اللبنانية. لذلك، حق الإقليم لا ينطبق.

## فقدان الجنسية اللبنانية

### الخسارة الناجمة عن وقف الأبوة
الطفل الذي تعتمد جنسيته اللبنانية على روابط الأب يفقد الجنسية عندما يتم قطعها.

### خسارة بسبب اعتماد
يعتبر الطفل اللبناني الذي تبناه الآباء الأجانب قد فقد الجنسية اللبنانية.

#### التبني الملغاة
عندما يفقد مواطن لبناني سابق الجنسية بسبب التبني من قبل الوالدين الأجانب ويتم تبني ذلك التبني لاحقًا، فإن الجنسية اللبنانية لم تُفقد أبدًا.

### خسارة بسبب الولادة في الخارج
مواطن لبناني مولود في الخارج لأب لبناني ويحمل جنسية أخرى واحدة على الأقل يفقد الجنسية اللبنانية في سن 25 إذا:
- لم يتم إبلاغه للسلطات اللبنانية
- لم يكتب أبدا إلى السلطات اللبنانية معربا عن رغبته في الاحتفاظ بالجنسية اللبنانية
- لم يسع هو (أولياء أمره) مطلقًا إلى الحصول على وثائق الهوية اللبنانية لصالحه، أي جواز سفر أو بطاقة هوية
- وبالمثل، فإن طفل الشخص الذي يفقد الجنسية اللبنانية يخسر الجنسية اللبنانية
- شكل استثنائي، يجوز للشخص الذي مُنع، رغما عن إرادته، من اتخاذ الإجراءات اللازمة للاحتفاظ بالجنسية اللبنانية اتخاذ الإجراءات المطلوبة في غضون تأخير لمدة سنة واحدة بعد وقف مثل هذه التأخيرات

### الجنسية المزدوجة
على الرغم من أن قانون الجنسية اللبناني يسمح بالجنسية المتعددة، إلا أنه قد يُطلب من المواطن اللبناني الذي يحمل أيضًا جنسية دولة أخرى التخلي عن الجنسية الأجنبية بموجب قانون الجنسية في بلد أجنبي. يجب على مواطن لبناني - ياباني مزدوج، على سبيل المثال، أن يقدم إعلان اختيار إلى وزارة العدل اليابانية، قبل بلوغه سن 22، بشأن ما إذا كان يريد الاحتفاظ بالجنسية اللبنانية أو اليابانية.

## الإصلاحات
هناك طلب عام لإتاحة الفرصة للمرأة اللبنانية لنقل جنسيتها اللبنانية إلى أطفالها وكذلك إلى أزواجهن. علاوة على ذلك، تُمنح الجنسية اللبنانية للمغتربين اللبنانيين الذين يعيشون في جميع أنحاء العالم والذين يتراوح عددهم بين 8 و 14 مليون شخص.
في 7 نوفمبر 2015، رفض جبران باسيل، وزير الشؤون الخارجية والمغتربين، تقديم تنازلات بشأن مشروع قانون يمنح الجنسية لأحفاد المغتربين اللبنانيين من خلال توسيعه ليشمل الأزواج الأجانب وأطفال النساء اللبنانيات".
في 11 نوفمبر 2015، صرح البرلمان اللبناني وعضو التيار الوطني الحر إبراهيم كنعان بأن الوزراء قد وافقوا على تمرير "مشروع قانون من 10 مواد بعنوان" استعادة الجنسية اللبنانية لأحفاد المغتربين اللبنانيين "، لمنح اللبنانيين أصل الجنسية على أساس بعض الإجراءات والمسارات القانونية.
في 12 نوفمبر 2015، وافق البرلمان اللبناني على مجموعة من مشاريع القوانين يوم الخميس، بما في ذلك قانون يسمح للأجانب من أصل لبناني بالحصول على الجنسية.
في 5 أيار / مايو 2016، أعلن جبران باسيل، وزير الخارجية والمغتربين، عن بدء تطبيق قانون الجنسية للمغتربين اللبنانيين.
ومع ذلك، فإن القانون لا يسمح إلا لأحفاد أجداد الأب اللبنانيين وليس أحفاد الجدات الأمهات اللبنانيات بالتقدم للحصول على الجنسية.

### قانون المتحدرين من أصل لبناني
المادة الأولى: لكل شخص طبيعي يستوفي أحد متطلبات الأهلية الحق في استعادة جنسيته اللبنانية.
- 1- إذا كانت سجلات التعداد السكاني لعام 1921 في وزارة الداخلية والبلديات، وتشير سجلات الهجرة بوضوح إلى أنه / هي أو أي من أسلاف الأب / الأسلاف أو أقرب الأقرباء من الدرجة الرابعة كانوا حاضرين في جمهورية لبنان، كما هو مسجل في سجلات التعداد لعام 1921 في وزارة الداخلية والبلديات (التي ستثبت الهجرة إلى سلف مباشر للأب / الأجداد.
- 2- إذا تم تجنسه أو أسلاف الأجداد السالفة الذكر أو أقرب الأقرباء كمواطنين لبنانيين وفقًا لقانون التجنس الصادر في 19 يناير 1925، وأهمل المطالبة أو استرجاع جنسيته. وبعبارة أخرى، فإن معظم المهاجرين طلبوا أكثر بقليل من أوراق الهجرة التي أدرجت أصولهم.[15][16]

المادة الثانية: يهدف هذا القانون إلى التحقق من "التواجد الفعلي للأقارب اللبنانيين في البلدة أو القرية أو الحي"، الذي يدعي الفرد، بما في ذلك درجة القرابة، إلى جانب أي ملكية / حيازة لحقوق الملكية العقارية التي قد تكون "ابتكرت"، تركها، أو الموروثة عن مواطن لبناني".
على الرغم من أن البيروقراطية بطبيعتها، إلا أن هذا الجانب من القانون كان يهدف إلى تشجيع الارتباط بالأرض، وهي سمة مميزة للجنسية اللبنانية. حيث تتبع أحدهم جذوره / لها أهميتها، أضافت مرة أخرى ميزة محددة للقانون. سيسمح القانون لأحفاد أجداد الأب اللبنانيين بالتقدم للحصول على الجنسية. وسيساعد القانون الأخير المغتربين اللبنانيين على المشاركة في الانتخابات البرلمانية اللبنانية المقبلة من خلال التصويت في السفارات اللبنانية في الخارج. يُعتقد أن عدد اللبنانيين الذين يعيشون خارج البلاد يضاعف على الأقل عدد المواطنين الذين يعيشون في الداخل، وهو ما يعني ما لا يقل عن 8 ملايين شخص.